# Açacurana
A açacurana (Erythrina fusca) é uma espécie de árvore da família das leguminosas, Fabaceae. É conhecido por muitos nomes comuns como bucaré, mulungu, sananduva e suinã. A açacurana tem a maior distribuição de qualquer espécie Erythrina, é o único encontrado em ambos do Novo e do Velho Mundo. Ela cresce na orla marítima e nas margens de rios na Ásia tropical, Oceania, as ilhas Mascarenhas, Madagáscar, África e região neotropical.

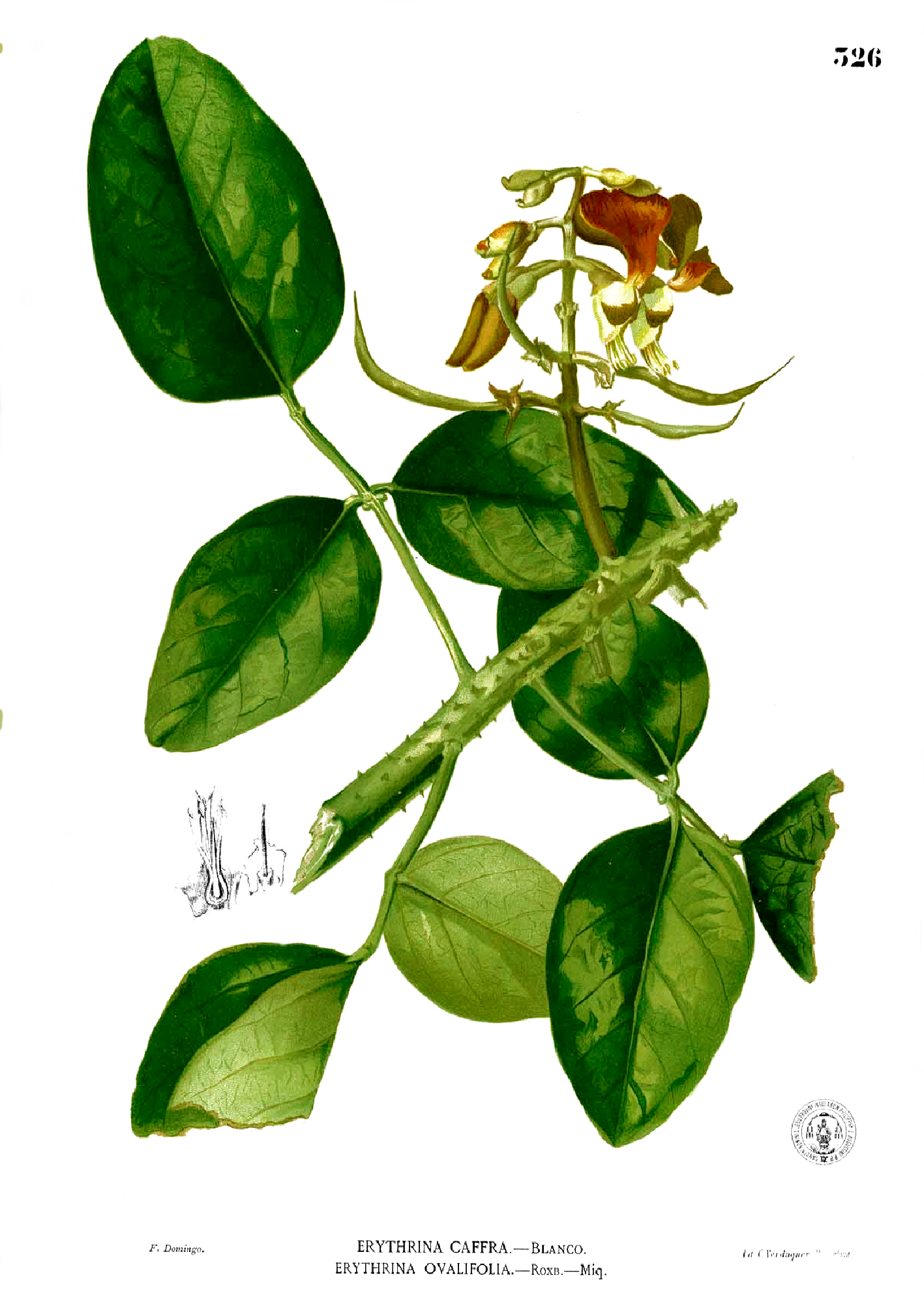
Ilustração de açacurana.

Açacurana é uma árvore caducifólia, com súber espinhosa e flores da cor de laranja claro. Seu súber da leguminosa chegar a 20 centímetros de comprimento e contêm as sementes castanho escuro. As sementes são flutuantes, permitindo que eles se dispersar através dos oceanos. A árvore é muito adaptadas às condições costeiras, tolerante, tanto as inundações e a salinidade.
Como muitas outras espécies do gênero Erythrina, açacurana contém alcalóides tóxicos que têm sido utilizados para o valor medicinal, mas são venenosas em quantidades maiores. O alcalóide mais comum é erítrico ou eritrina, que é nomeado para o gênero. Os novos brotos e as folhas são consumidas como verdura. O fáceis de crescer e árvore de floração atraente é cultivada como uma planta ornamental de sombra. É uma árvore de sombra comum em plantações de cacau. Atrai beija-flores que polinizam suas flores.
Açacurana é a flor oficial do estado venezuelano de Trujillo.